# Thomaz Pompeu Gomes de Matos
Thomaz Pompeu Gomes de Matos (Fortaleza, 24 de outubro de 1918 - Fortaleza, 21 de março de 2015), foi um advogado, escritor e historiador brasileiro.

## Biografia
Filho do político, advogado e professor Raimundo Gomes de Matos, um dos fundadores da Faculdade de Direito da Universidade Federal do Ceará (UFC), e de Léa Pompeu de Sousa Brasil, neta do Senador Pompeu e sobrinha de Nogueira Aciolly, governador do Ceará. Com tal ascendência familiar, Thomaz Pompeu vivenciou importantes episódios da política local e regional. Seus primeiros anos foram vividos em um palacete chamado Solar Rouge, onde além da vasta biblioteca de seu pai, desfrutava do intenso frenesi político e cultural que caracterizavam o local.

## Memorialista
Milhares de livros, recortes de jornais e revistas, além de cartas e obras de arte fizeram parte de seu acervo cultural. Parte dessa coleção foi doado para a Universidade de Fortaleza na década de 1970, e constitui parte de diversas exposições. Outra parte do material está sob os cuidados de seu filho, o médico Sérgio Gomes de Matos.

## Quebra-Quebra de 1942
Em 18 de agosto de 1942, sob o regime do Estado Novo, O Brasil assistia, sem maior envolvimento, à Segunda Guerra Mundial. O afundamento de seis navios brasileiros por submarinos alemães não havia gerado ainda nenhuma reposta do governo de Getúlio Vargas às forças do Eixo (formado por Alemanha, Itália e Japão). A população, inconformada com tamanha afronta dos alemães, toma suas próprias providências e sai às ruas para quebrar todos os estabelecimentos comerciais que tivessem alguma ligação com os países que passara a considerar inimigos. Acontece, então, o Quebra-Quebra de 42.
Em meio àquela confusão, estava Thomaz Pompeu Gomes de Matos, que fez várias fotografias do movimento popular. O fato não foi muito comentado pelos jornais da época, que preferiram não dar repercussão a um caso de desordem pública em plena ditadura. Assim, os principais registros da revolta, acontecida dois dias antes de o Brasil entrar oficialmente na Segunda Guerra, foram as imagens feitas pelo jovem. Para não ir contra os interesses do governo ditatorial, Thomaz Pompeu negou por muito tempo a autoria das fotos, que só foram divulgadas na década de 1980, na coluna de Miguel Ângelo de Azevedo (Nirez) no jornal O Povo.
Quase 70 anos depois do Quebra-Quebra, as fotografias foram, pela primeira vez, publicadas integralmente, com os comentários do autor. A publicação “Quebra-Quebra de 1942 em Fortaleza” é do Núcleo de Pesquisa Cultura e Memória, vinculado ao Memorial da Cultura Cearense do Centro Dragão do Mar.

## Obra
- Gomes de Matos; Itinerário de uma Vida, (1986).[13]
- Quebra-Quebra de 1942 em Fortaleza, (2009),

## Homenagens
- Jader Santana escreveu um livro sobre o historiador.[14]
- Diversos estudos acadêmicos foram baseados nos registros fotográficos.[15][16]